# Katrin Heichel
Katrin Brause, zeitweilige Künstlername Katrin Heichel (* 1972 in Leipzig) ist eine Malerin und Grafikerin. Sie zählt zu der jüngeren Generation der Neuen Leipziger Schule.

## Leben
Katrin Brause wurde in Leipzig geboren und wuchs dort auf. Nach Schulbesuch und Lehrausbildung übte sie verschiedene Tätigkeiten aus. Unter anderem arbeitete sie bei einem Restaurator sowie in der Diakonie einer evangelisch-freikirchlichen Gemeinde. Ihre Tochter, die Schauspielerin Bérénice Brause, wurde im Jahr 1992 geboren. Im Jahr 2000 begann sie ein Malerei-/Grafikstudium an der Hochschule für Grafik und Buchkunst in Leipzig, ab 2002 in der Fachklasse von Arno Rink, das sie 2005 mit dem Diplom abschloss. Von 2005 bis 2008 war sie im Meisterschülerstudium bei Neo Rauch (postgraduales Studium), was sie im Jahr 2008 mit dem Titel Meisterschülerin beendete.
Als Künstlerin wurde Katrin Brause unter dem Namen Katrin Heichel bekannt, 2018 entschied sie sich ihren Geburtsnamen Brause wieder anzunehmen. 
Katrin Brause lebt und arbeitet in Leipzig.

## Werk
Die Arbeiten folgen Themenzyklen (zum Beispiel 'Votiv und Honig'), die inhaltlich überwiegend den Menschen mit seinen Befindlichkeiten und Selbstverständnis im Mittelpunkt haben. Sie verwendet dabei unter anderem Attribute der Ausdrucks- und Kommunikationsformen der abendländischen Kultur und deren Ikonographie.

„Die Bedeutung von Materialität ist im Werk von Katrin Heichel ebenso wiederkehrend, wie ihre motivische Neigung populäre Bildwelten oder profane, spröde Gegenstände in ihren Bildern zu verwenden. Beide Ebenen offenbaren in ihrer Synthese den dahinter liegenden Sinn einer Aufwertung der ästhetischen ‚Stiefkinder‘ durch die sinnliche Oberfläche, so dass sie wie Kostbarkeiten wirken.“

Während sie in den früheren Arbeiten häufig das Selbstporträt als Projektionsfläche instrumentalisierte, ist das direkte Abbild des Menschen inzwischen dem Prinzip der „Anwesenheit trotz Abwesenheit“ gewichen. So gilt ihr derzeitiges Interesse Hinterlassenschaften, wie Werkzeugen, Arbeitsspuren, Abgetragenem, Zurückgelassenem, Verlorenem. Die Arbeiten erzeugen auf diese Weise ein Porträt menschlicher Pläne und Verwerfungen.

## Förderungen / Stipendien / Studienaufenthalte
- 2007 Meisterschülerstipendium des Freistaates Sachsen
- 2008 Nominierung für den Karl Schmidt-Rottluff Preis
- 2009 Förderankauf der Kulturstiftung des Freistaates Sachsen
- 2011 The International Studio and Curatorial Program New York City der Kulturstiftung des Freistaates Sachsen
- 2013 Studienaufenthalt in Catania, Sizilien, Italien
- 2014 Aufenthaltsstipendium des Beijing XZCH Cultural Development Co., Ltd, China
- 2024 Nominierung für den Pauli-Preis der Kunsthalle Bremen

## Einzelausstellungen
- 2024 "Portafortuna", Galerie Schlichtenmaier, Stuttgart
- 2023 "Speranza", Galerie Philipp Anders, Leipzig
- 2020 „Grund“, Josef Filipp Galerie, Leipzig
- 2018 „Heim. Ich gehe jetzt“, Josef Filipp Galerie, Leipzig
- 2016 „Nocturama“, G2 Kunsthalle, Leipzig
- 2014 „Die Nacht“, Buehlers, Fürth
- 2013 „Scheitern“, Laden Für Nichts, Leipzig
- 2012 „A Flamingo The Devil A Mountain Goat“, Galerie Frank Schlag & Cie., Essen
- 2011 „Pure Love“, Thierry Goldberg Projects, NYC
- 2010 „Bau“, Laden Fuer Nichts via Schau Fenster, Berlin
- 2010 „Votiv II“, Galerie Frank Schlag & Cie., Essen
- 2009 „Votiv“, Galerie b2, Leipzig
- 2008 „Honig“, Galerie b2, Leipzig
- 2007 „Borderland“, Galerie Frank Schlag & Cie., Essen
- 2006 „Neue Arbeiten“, Galerie Rothamel, Frankfurt am Main
- 2006 „Das Große Halali“, Galerie b2, Leipzig
- 2005 „Hengstparade“, Galerie Frank Schlag & Cie., Essen
- 2005 „Ende – Neu“, Lindenfels, Westflügel, Leipzig

## Gruppenausstellungen (Auswahl)
2024
- Wettbewerbsausstellung zum Pauli-Preis der Kunsthalle Bremen, Bremen (DE)
- "Bilderkosmos II", Museum der bildenden Künste (MdbK), Leipzig (DE)

2023
- "DMSPOTLIGHT - Neue Leipziger Schule", Drents Museum, Assen (NL)
- "Winter", VCRB Gallery, Antwerpen (BE)
- "THE WAY I SEE IT", Kunsthalle Wilhelmshafen (DE)

2022
- "Bricks", She BAM!, Leipzig (DE)
- "J+1", Jarmuschek & Partner, Berlin (DE)
- "Campari", Galerie Peter Tedder, Düsseldorf (DE)
- "Bilderkosmos Leipzig, 1905 - 2022", Museum der bildenden Künste (MdbK), Leipzig (DE)
- "Weil es ein schöner Abend war", Meisterschüler*Innen Prof. Neo Rauch, Galerie Eigen & Art, Leipzig (DE)

2021
- "Groupshow", Josef Philipp Galerie, Leipzig (DE)

2020
- "I'll be your mirror", Josef Filipp Galerie, Leipzig (DE)

2019
- "Fremde Mächte. Malerei aus Leipzig", Museum Franz Gertsch, Burgdorf, CH

2016
- „Vom Allmächtigen zum Leibhaftigen“ Religiöse Motive in der SØR Rusche Sammlung Oelde/Berlin,
- RELIGIO, Westfälisches Museum für religiöse Kultur, Telgte sowie Kunsthaus Apolda Avantgarde

2015
- „Die Bessere Hälfte“ Malerinnen aus Leipzig, Kunsthalle der Sparkasse Leipzig
- „Gute Kunst? Wollen!“ Sammlung SØR Rusche Oelde/Berlin Auf AEG, Nürnberg

2014
- „Western Painters“, Studio Zhang Chun, Jinan / China
- „100plus / Drive The Chance“, Hohlstrasse 100, Zürich, Schweiz

2013
- „summer mix“, Thierry Goldberg Gallery, New York City
- „Tierstücke – der Sammlung SOR Rusche Oelde/Berlin“ Museum Abtei Liesborn, Wadersloh

2012
- „In Bester Form“, Highlights aus den Leipziger Galerien 2012, Kunsthalle der Sparkasse Leipzig
- „Stillstehende Sachen“ aus der Sammlung SOR Rusche Niederländische Stilleben des 17. Jahrhunderts im Dialog mit zeitgenössischer Malerei, Museum Abtei Liesborn, Wadersloh

2011
- Blickkontakte – Niederländische Portraits des 17. Jahrhunderts im Dialog mit Kunst der Gegenwart aus der Sammlung SØR Rusche, Anhaltische Gemäldegalerie, Dessau

2010
„The Black Door Files“ Black Door Istanbul, Türkei
„Lebenslust und Totentanz“ Olbricht Collection Essen / Berlin, Kunsthalle Krems, Österreich
2009
- „Menschenbilder 1620/2009 – Zeitgenössische Bildnisse begegnen alten niederländischen Portraits“, Sammlung SØR Rusche, Museum Abtei Liesborn
- „EAST for the record“, Sammlung der VNG, Galerie für Zeitgenössische Kunst, GfZK, Leipzig

2008
- „Die Sprache der Dinge“ Sammlung SØR Rusche, Anhaltische Gemäldegalerie Dessau

2007
- „Rockers Island“ Olbricht Collection, Museum Folkwang, Essen
- „Zurück zur Figur - Malerei der Gegenwart“ Kunsthal Rotterdam, Niederlande

2006
- „Zurück zur Figur - Malerei der Gegenwart“ Kunsthalle der Hypo-Kulturstiftung, München
- „Neue Deutsche Malerei: Leipziger Kunst, Sammlung VNG“ Xawery Dunikowski Museum im Krolikarnia-Palais der Abteilung des Nationalmuseums Warschau, Polen

2005
- „Aspekte der Sammlung Olbricht“ Museum Weserburg, Bremen
- „les grands spectacles“ 120 Jahre Kunst und Massenkultur, Museum der Moderne Salzburg Mönchsberg, Österreich

2004
„Laden für Nichts – Plazasuite“ Union-Gallery, London

## Sammlungen
- Sammlung der Sparkasse Leipzig
- Olbricht Collection Essen / Berlin
- Sammlung VNG Art Leipzig
- Sammlung Deutsche Schule Prag
- Sammlung Museum Wiesbaden
- Cabinet des Estampes Genf
- Grafische Sammlung Museum der Bildenden Künste
- Leipzig, SØR Rusche Sammlung Oelde/Berlin
- Sammlung Hildebrand, Leipzig
- Sammlung Arario, Korea
- Sammlung des Beijing XZCH Cultural Development Co., Ltd, China

## Ausstellungs-Sammlungskataloge (Auswahl)
- „Das Obere des Körpers – Die Büste in der Kunst des 21. Jahrhunderts“, Katalog zur gleichnamigen Ausstellung in der Galerie Frank Schlag & Cie. 2014, Hrsg.: Galerie Frank Schlag & Cie.
- "Wahrheiten"Werke aus der SØR Rusche Sammlung Oelde / Berlin", Katalog zur gleichnamigen Ausstellung im Bayer Kulturhaus, 2014, Leverkusen, Hrsg.: Bayer Kultur und Dr. Dr. Thomas Rusche, Text: Mark Gisbourne, 2014 Kerber Verlag, Bielefeld, ISBN 978-3-7356-0029-5
- „Eros und Thanatos“ Katalog zur gleichnamigen Ausstellung der Sammlung SOR Rusche in der Werkschauhalle der Spinnerei, 2012, Leipzig, Text: Mark Gisbourne, Lubok Verlag, Leipzig,
- „Les Grands Spectacles – 120 years of art and mass culture“, Katalog zu der gleichnamigen Ausstellung im Museum der Moderne Salzburg, Mönchsberg, Österreich, 2005, 2005, HATJE CANTZ Verlag, Hrsg.: Museum der Moderne Salzburg, Ostfildern-Ruit und Autoren, ISBN 3-7757-1656-4
- „zurück zur figur – malerei der gegenwart“, Katalog zu der gleichnamigen Ausstellung in der Hypo-Kulturstiftung München sowie Museum Franz Gertsch, 2006, Hrsg.: Hypo-Kulturstiftung München, Museum Franz Gertsch, Burgdorf, Schweiz, ISBN 3-7913-6079-5
- Nocturama – Katrin Heichel, G2 Kunsthalle, Leipzig, Anka Ziefer (Hg.), MMKoehn Verlag Leipzig/Berlin 2016, ISBN 978-3-944903-26-2.